# Sarcosperma arboreum
Sarcosperma arboreum är en tvåhjärtbladig växtart som beskrevs av Joseph Dalton Hooker. Sarcosperma arboreum ingår i släktet Sarcosperma och familjen Sapotaceae. Inga underarter finns listade i Catalogue of Life.